# Histiotus laephotis
Histiotus laephotis és una espècie de ratpenat de la família dels vespertiliònids. Viu a l'Argentina, Bolívia i el Perú. El seu hàbitat natural són els boscos. Està amenaçat per la desforestació. S'ha suggerit que podria ser en realitat una subespècie d'H. macrotus o H. montanus. Un estudi publicat el 2006 en descrigué tres exemplars, que tenien el dors de color groc pàl·lid, amb els pèls de la base color cafè clar o marró fosc i les puntes dels pèls blanquinoses. El ventre, en canvi, era més pàl·lid.